# Transposição (lógica)
Na lógica proposicional, a transposição é uma regra de substituição válida que permite trocar o antecedente pelo consequente de um enunciado condicional em uma prova lógica se eles estão ambos negados. É a inferência da verdade de "A implica B", a verdade do "Não-B implica  não-A", e vice-versa. Ela é estreitamente relacionada com a regra de inferência modus tollens. É a regra que:
{\displaystyle (P\to Q)\Leftrightarrow (\neg Q\to \neg P)}
Onde "{\displaystyle \Leftrightarrow }" é um símbolo da metalógica que representa "pode ser substituído em uma prova com."

## Notação Formal
A regra da transposição pode ser expressa como um sequente:
{\displaystyle (P\to Q)\vdash (\neg Q\to \neg P)}
onde {\displaystyle } é um símbolo da metalógica significando que {\displaystyle } é uma consequência sintática de {\displaystyle } em alguns sistemas lógicos;
ou como uma regra de inferência:
{\displaystyle {\frac {P\to Q}{\therefore \neg Q\to \neg P}}}
onde a regra é que, sempre que uma instância de "{\displaystyle P\to Q}" é exibida em uma linha de uma prova, ela pode ser substituída por "{\displaystyle \neg Q\to \neg P}";
ou como a afirmação de uma verdade-funcional tautologia ou teorema da lógica proposicional. O princípio foi indicado como um teorema da lógica proposicional por Russell e Whitehead em Principia Mathematica como:
{\displaystyle (P\to Q)\to (\neg Q\to \neg P)}
onde {\displaystyle P} e {\displaystyle Q} proposições expressas em algum sistema formal.

## Lógica tradicional

### Forma de transposição
Na proposição inferida, o consequente é o contraditório do antecedente na proposição original, e o antecedente da proposição inferida  é a contraditória do consequente da proposição original. O símbolo para implicação material sinaliza a proposição como hipotética, ou como da forma "se-então", por exemplo, "se P então Q".
A declaração bicondicional da regra de transposição (↔) refere-se à relação entre proposições hipotéticas (→), com cada proposição incluindo um termo antecedente e um termo consequente. Como uma questão de inferência lógica, para transpor ou converter os termos de uma proposição é necessário a conversão dos termos das proposições em ambos os lados do relacionamento bicondicional. Significando, transpor ou converter (P → Q) para (Q → P) requer que a outra proposição, (~Q → ~P), seja transposta ou convertida para (~P → ~Q). Caso contrário, converter os termos de uma proposição e não a outra torna a regra inválida, violando a condição suficiente e condição necessária dos termos das proposições, onde a violação é que a proposição alterada comete a falácia da negação do antecedente ou afirmação do consequente por meio da conversão ilícita.
A validade da regra de transposição é dependente das relações de condição suficiente e condição necessária na lógica.

### Condição suficiente
Na proposição "Se P então Q", a ocorrência de 'P' é razão suficiente para a ocorrência de 'Q'. "P", como um indivíduo ou uma classe, implica materialmente 'Q', mas a relação de 'Q' para 'P' é tal que a proposição inversa "Se Q então P" não tem necessariamente uma condição suficiente. A regra de inferência para a condição suficiente é modus ponens, que é um argumento para a implicação condicional:
Premissa (1): Se P, então Q
Premissa (2): P
Conclusão: Portanto, Q

### Condição necessária
Já que o inverso da premissa (1) não é válido, tudo o que pode ser afirmado da relação de 'P' e 'Q' é que, na ausência de 'Q', 'P' não ocorre, o que significa que 'Q' é a condição necessária para "P". A regra de inferência para a condição necessária é modus tollens:
Premissa (1): Se P, então Q
Premissa (2): não Q
Conclusão: Portanto, não P

### Gramática
Um exemplo gramatical tradicionalmente usado pelos lógicos contrastando as condições suficiente e necessária é a afirmação de que "Se há fogo, então oxigênio está presente". Um ambiente oxigenado é necessário para fogo ou combustão, mas simplesmente porque há um ambiente oxigenado não significa necessariamente que fogo ou combustão está ocorrendo. Enquanto um pode inferir que o fogo estipula a presença de oxigênio, a partir da presença de oxigênio o inverso "Se há oxigênio presente, então fogo está presente" não pode ser inferida. Tudo o que pode ser inferida a partir da proposição original é que "Se o oxigênio não está presente, então não pode haver fogo".

### Relação de proposições
O símbolo para a bicondicional ("↔") mostra que a relação entre as proposições é necessária e suficiente, e é verbalizada como "se e somente se", ou, de acordo com o exemplo "Se P então Q 'se e somente se' se não Q então não P".
Condições necessárias e suficientes pode ser explicadas, por analogia, em termos de conceitos e de regras de inferência imediata da lógica tradicional. Na proposição categórica "Todo S é P", o termo sujeito 'S' é dito ser distribuído, isto é, todos os membros de sua classe estão esgotados em sua expressão. Por outro lado, o termo predicado 'P' não pode ser dito ser distribuído, ou esgotado em sua expressão, porque é indeterminado se, cada instância de um membro de 'P' como uma classe também é um membro de 'S' como uma classe. Tudo o que pode ser validamente inferido é que "Algum P é S". Assim, a proposição do tipo 'A' "Todo P é S" não pode ser inferida pela conversão da proposição do tipo 'A' original "Todo S é P". Tudo o que pode ser inferido é a proposição do tipo 'A' "Todo não-P é não-S" (Note que (P → Q) e (~Q → ~P) são ambas proposições do tipo 'A'). Gramaticalmente, não se pode inferir que "todos os mortais são os homens" de "Todos os homens são mortais". Uma proposição do tipo 'A' só pode ser imediatamente deduzida pela conversão, quando o sujeito e o predicado são distribuídos, como na inferência de que "Todos os bacharéis são homens solteiros" a partir de "Todos os homens solteiros são bacharéis".

### Transposição e o método de contraposição
Na lógica tradicional , o processo de raciocínio da transposição como uma regra de inferência é aplicada a proposições categóricas através da contraposição e da obversão, uma série de inferências imediatas, onde a regra da obversão é primeiramente aplicada à proposição categórica original "Todo S é P"; produzindo o anverso "Nenhum S é não-P". Na obversão da proposição original para uma proposição do tipo 'E', ambos os termos se tornam distribuídos. O anverso é então convertido, resultando em "Nenhum não-P é S", mantendo a distribuição de ambos os termos. O "Nenhum não-P é S" é novamente submetido à obversão, resultando na [contrapositiva] "Todo não-P é não-S". Já que nada é dito na definição de contraposição com relação ao predicado da proposição inferida, é admissível que ele poderia ser o sujeito original ou o seu contrário, e o termo predicado da proposição do tipo 'A' resultante é novamente não distribuído. Isso resulta em duas contrapositivas, aquela em que o termo predicado é distribuído, e a outra onde o termo predicado é não distribuído.

### Diferenças entre transposição e contraposição
Observe que o método de transposição e a contraposição não devem ser confundidos. Contraposição é um tipo de inferência imediata na qual a partir de uma dada proposição categórica outra proposição categórica é inferida a qual tem como sujeito o contrário do predicado original. Já que nada é dito na definição de contraposição com relação ao predicado da proposição inferida, é admissível que ele poderia ser o sujeito original ou o seu contrário. Isto está em contraste com a forma das proposições da transposição, que podem ser implicações materiais ou uma declaração hipotética. A diferença é que, na sua aplicação para proposições categóricas, o resultado da contraposição são duas contrapositivas, cada uma sendo o anverso da outra, isto é, "Nenhum não-P é S" e "Todo não-P é não-S". A distinção entre as duas contrapositivas é absorvida e eliminada no princípio da transposição, o que pressupõe as "inferências medianas" de contraposição e é também conhecida como a "lei de contraposição".

## Transposição na lógica matemática
Consulte Transposição (matemática), da teoria dos conjuntos

## Prova
| Proposição              | Derivação           |
| ----------------------- | ------------------- |
| P → Q                   | Dado                |
| ¬P V Q{\displaystyle }  | Implicação material |
| Q V ¬P{\displaystyle }  | Comutatividade      |
| {\displaystyle }¬Q → ¬P | Implicação material |

## Leia mais
- Brody, Bobuch A. "Glossário de Termos Lógicos". Enciclopédia de Filosofia. Vol. 5-6, p. 61. Macmillan, 1973.
- Copi, Irving. Introdução à Lógica. MacMillan, 1953.
- Copi, Irving. Lógica Simbólica. MacMillan, 1979, quinta edição.
- Antes, A. N. "A Lógica Tradicional". Enciclopédia de Filosofia, Vol.5, Macmillan, 1973.
- Stebbing, Susan. Moderna Introdução à Lógica. Harper, de 1961, Sétima edição